# دوندي (ممثل)
بوثينا دونديسوارا راو (9 يونيو 1932 - 1 يناير 2007)، المعروف شعبياً باسم دوندي، كان منتجًا ومخرجًا سينمائيًا هنديًا اشتهر بعمله في السينما التيلجو. امتدت مسيرته المهنية من الخمسينيات إلى منتصف السبعينيات، حيث أنتج خلالها أكثر من 60 فيلمًا باللغات التيلجو والهندية والكانادا والتاميلية. في عام 2005، شغل دوندي منصب رئيس لجنة جوائز ناندي.

## نبذة
ولدت دوندي باسم بوثينا دونديشوارا راو في عائلة ثرية ذات إرث كبير في صناعة الأفلام. أسس والده، بوثينا سرينيفاسا راو، شركة ماروثي تالكيز في عام 1921، وهي أول دار سينما دائمة في ولاية أندرا براديش. وكان شقيقه الأكبر، سوريندراناث بانيرجي، معاصرا للممثل إن. تي. راما راو. أصبح دونديشوارا راو، الابن الثاني لسرينفاسا راو، منتجًا بارزًا في صناعة الأفلام التيلجو، وحصل على الاعتراف باسمه، دوندي. كما سعى شقيقه الأصغر، بابجي، إلى العمل في مجال إنتاج الأفلام.

## موت
توفي دوندي في 1 يناير 2007 في فيساخاباتنام عن عمر يناهز 74 عامًا بسبب السرطان. وقد ترك خلفه زوجته، بوثينا لاكشمي، وأطفاله.